# Гёденрот
Гёденрот (нем. Gödenroth) — община в Германии, в земле Рейнланд-Пфальц. 
Входит в состав района Рейн-Хунсрюк. Подчиняется управлению Кастеллаун.  Население составляет 478 человек (на 31 декабря 2010 года). Занимает площадь 6,82 км².

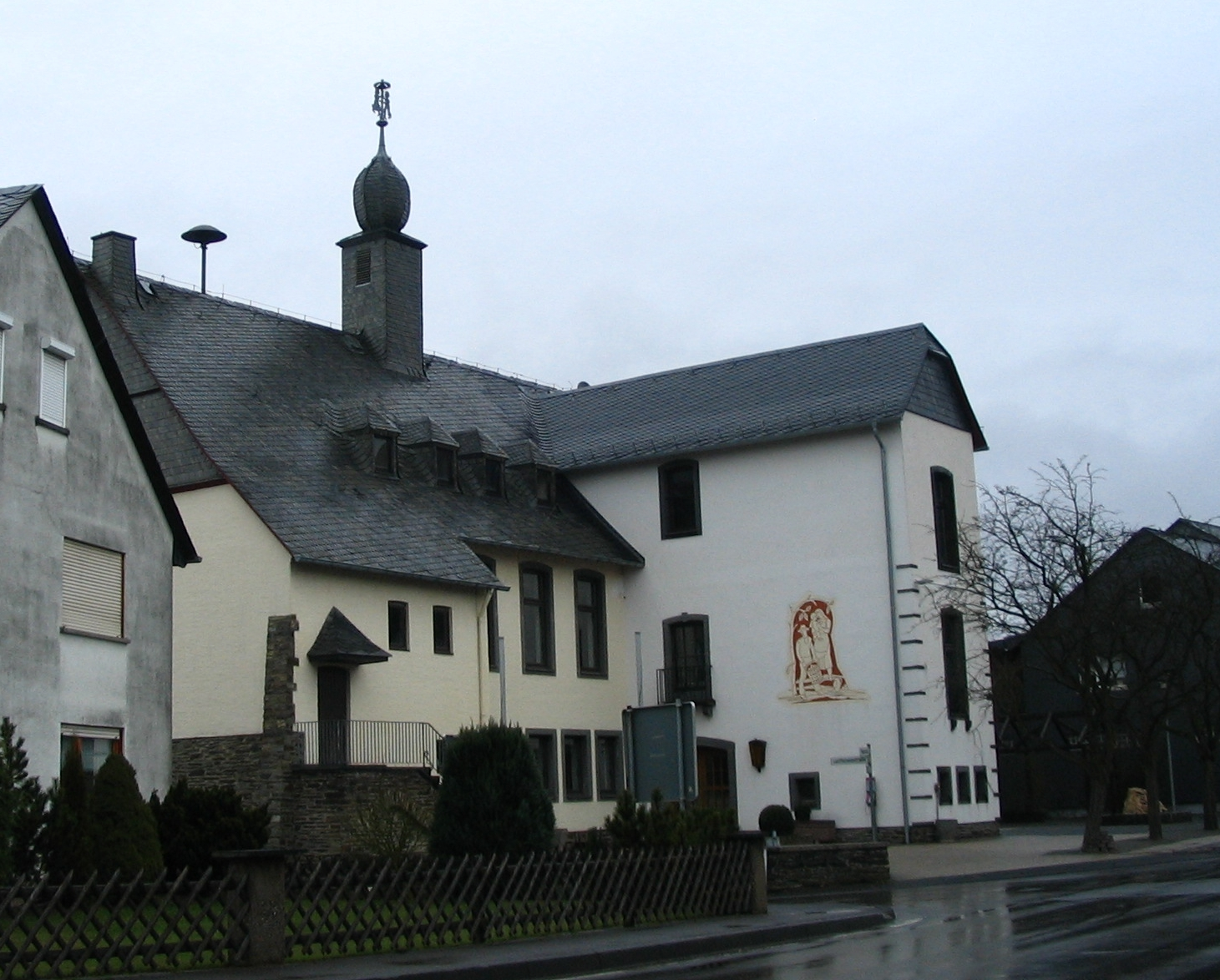
Гёденрот